# 380 Fiducija
380 Fiducija (mednarodno ime je 380 Fiducia) je asteroid asteroid tipa C (po Tholenu) v asteroidnem pasu. 

## Odkritje
Asteroid je odkril francoski astronom Auguste Charlois ( 1864 – 1910) 8. januarja 1894 v Nici. Asteroid je poimenovan po latinskem izrazu za zaupanje.

## Lastnosti
Asteroid Fiducija obkroži Sonce v 4,38 letih. Njegova tirnica ima izsrednost 0,114, nagnjena pa je za 6,156° proti ekliptiki. Njegov premer je 73,19 .